# Margareta Stafhell-Åkerman
Margareta Stafhell-Åkerman även kallad Stafell, född 1720 i Stockholm, död 16 april 1762 i Stockholm, var en svensk kopparstickare.
Hon var dotter till silversmeden Gustaf Stafhell och Catharina Olofsdotter Beckman och gift första gången 1744 med kryddkrämaren Johan Gabriel Meijer och andra gången från 1795 med guldsmeden Petter Åkerman. Hon var syster till Anders Stafhell och Gustaf Stafhell samt kusin till Ulrika Pasch, deras mödrar var systrar. Stafhell-Åkerman var verksam som yrkeskonstnär fram till sin död och vid hennes bouppteckning fanns en egen verkstad. Av hennes kända gravyrer märks ett porträtt av Martin Desardin efter en förlaga av Hyacinthe Rigaud och Gérard Edelinck samt den bibliska scenen Den heliga familjen och den lille Johannes i landskap. Stafhell är representerad vid Nationalmuseums gravyrsamling.